# Alexandre Leite
Alexandre Leite da Silva (São Paulo, 18 de abril de 1989) é um empresário, bacharel em direito e político brasileiro, filiado ao União Brasil (UNIÃO), atualmente em seu terceiro mandato como deputado federal pelo estado de São Paulo.
É filho do político Milton Leite e irmão de Milton Leite Filho.

## Biografia
Membro de uma família de políticos de São Paulo, é filho do vice-presidente da câmara municipal paulistana, vereador Milton Leite, e irmão deputado estadual: Milton Leite Filho.
Foi eleito deputado federal em 2014, para a 55.ª legislatura (2015-2019), pelo Democratas. Como deputado, votou a favor do Processo de impeachment de Dilma Rousseff. Já durante o Governo Michel Temer, votou a favor da PEC do Teto dos Gastos Públicos. Em abril de 2017 foi favorável à Reforma Trabalhista. Em agosto de 2017 se ausentou da votação em que se pedia abertura de investigação do presidente Michel Temer.
Em 2022 foi reeleito como deputado federal, para seu quarto mandato, com 192.806 votos.

## Controvérsias

### Impunidade a políticos acusados de assassinato
Em 10 de abril de 2024, Alexandre Leite (UNIÃO-SP) foi um dos deputados federais que votou no plenário da Câmara dos Deputados em favor da soltura do deputado Chiquinho Brazão que é acusado pela Polícia Federal de ser mandante do assassinato da ex-vereadora carioca Marielle Franco e, também, de possuir vínculos com organizações criminosas milicianas do Rio de Janeiro. Esta decisão de ser contrária à prisão de um deputado federal acusado de assassinato e que foi considerado como perigoso para a Justiça Brasileira foi tomada por todos os membros do partido União Brasil.